# Romain Péault

a Compétitions nationales et continentales officielles uniquement.

Romain Péault, né le 20 septembre 1992, est un joueur de rugby à XIII français évoluant au poste d'ailier. Formé à Limoux, il est le petit-fils de Louis Delpech ancien joueur de rugby à XIII et le frère jumeau de Maxime Péault également joueur de rugby à XIII. Après des débuts à Limoux, il rejoint Carcassonne durant trois saisons puis tente une expérience en rugby à XV à l'Entente Quillan-Limoux avant de revenir en rugby à XIII et Limoux. Avec ce dernier, il remporte deux titres de Championnat de France en 2016 et 2017.

## Biographie
Il est dans la vie infirmier.
Il marque un essai lors de la finale du Championnat de France 2017 permettant à son club, Limoux, de remporter son deuxième titre d'affilée.

## Palmarès
- Vainqueur du Championnat de France : 2016[3] et 2017 (Limoux).
- Finaliste du Championnat de France : 2018 (Limoux).
- Finaliste de la Coupe de France : 2016 et 2018 (Limoux)[3].

### En club
| Saison    | Club        | Compétition           | Matchs | Points | Essais | Goals | Drops |
| --------- | ----------- | --------------------- | ------ | ------ | ------ | ----- | ----- |
| 2010-2011 | Limoux      | Championnat de France | 1      | -      | -      | -     | -     |
| 2011-2012 | Carcassonne | Championnat de France | 2      | 4      | 1      | -     | -     |
| 2012-2013 | Carcassonne | Championnat de France | 7      | 20     | 5      | -     | -     |
| 2013-2014 | Carcassonne | Championnat de France | 6      | -      | -      | -     | -     |
| 2014-2015 | Carcassonne | Championnat de France | 3      | -      | -      | -     | -     |
| 2015-2016 | Limoux      | Championnat de France | 13     | 32     | 8      | -     | -     |
| 2016-2017 | Limoux      | Championnat de France | 12     | 12     | 3      | -     | -     |
| 2017-2018 | Limoux      | Championnat de France | 17     | 32     | 8      | -     | -     |
| 2018-2019 | Limoux      | Championnat de France | 9      | 24     | 6      | -     | -     |
| 2019-2020 | Limoux      | Championnat de France | 4      | 12     | 3      | -     | -     |
| 2020-2021 | Limoux      | Championnat de France | 3      | -      | -      | -     | -     |